# ラッピングフィルム (包装)

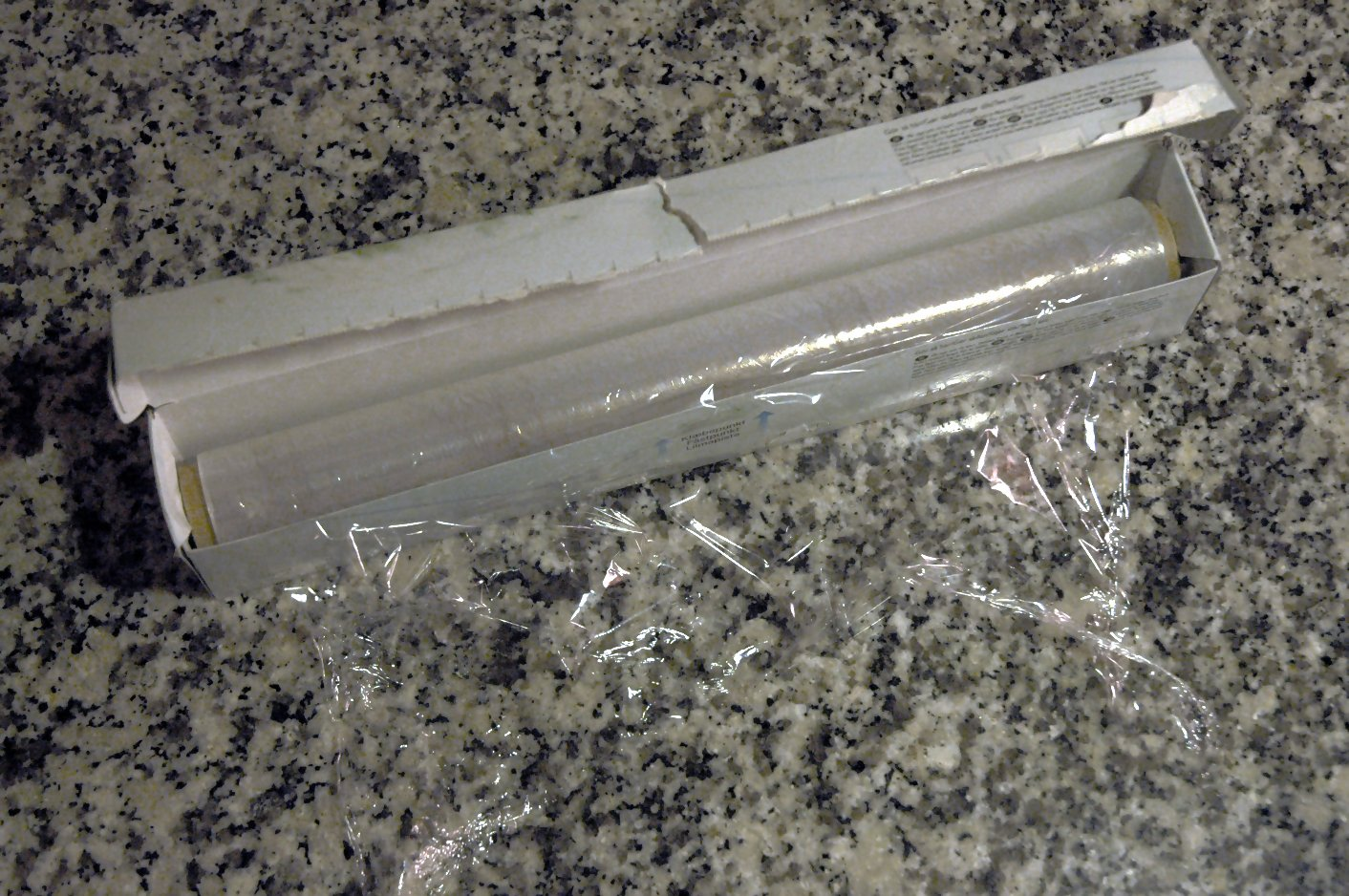
低密度ポリエチレン (LDPE) 製ラップ

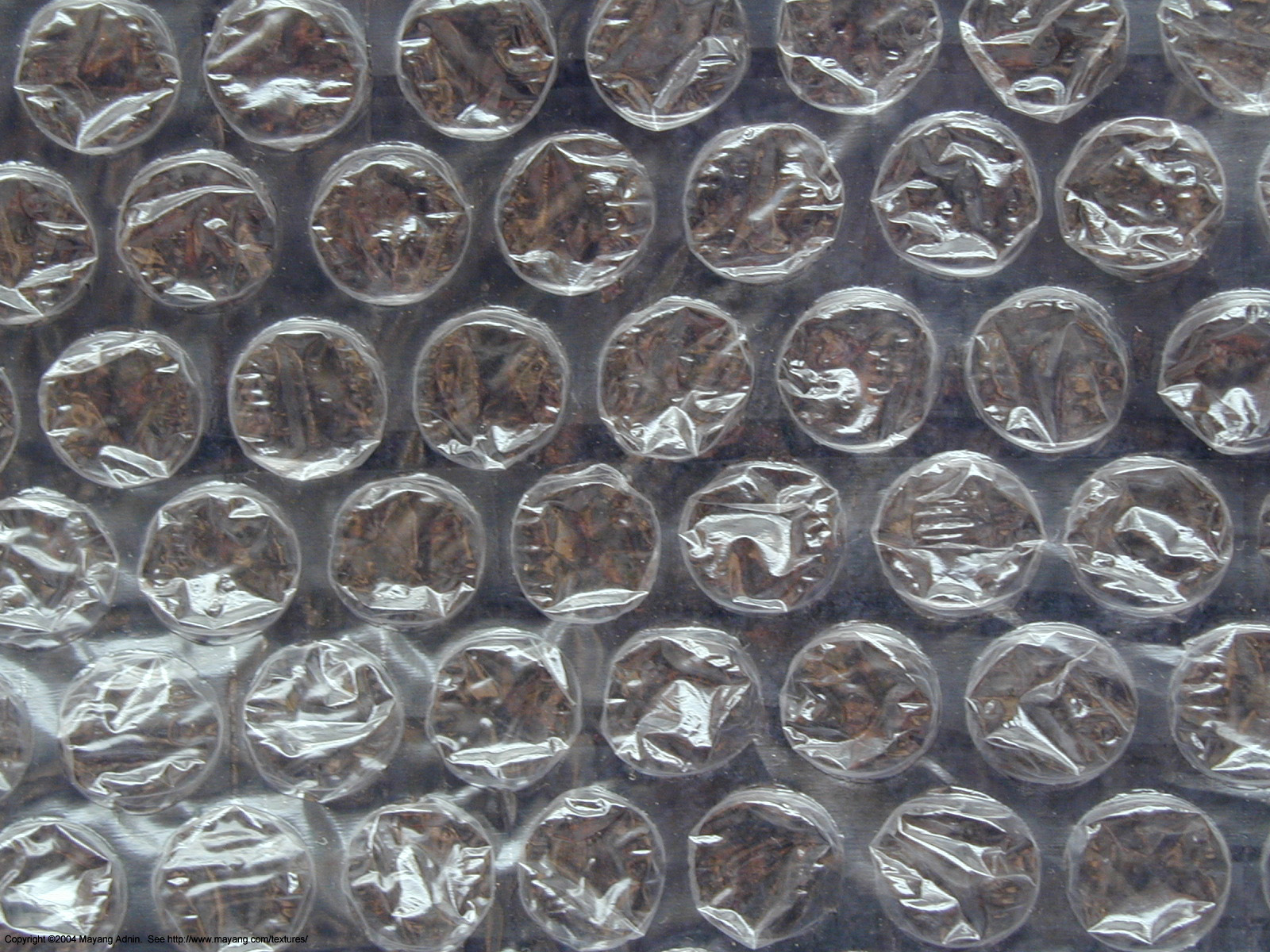
気泡ラップ

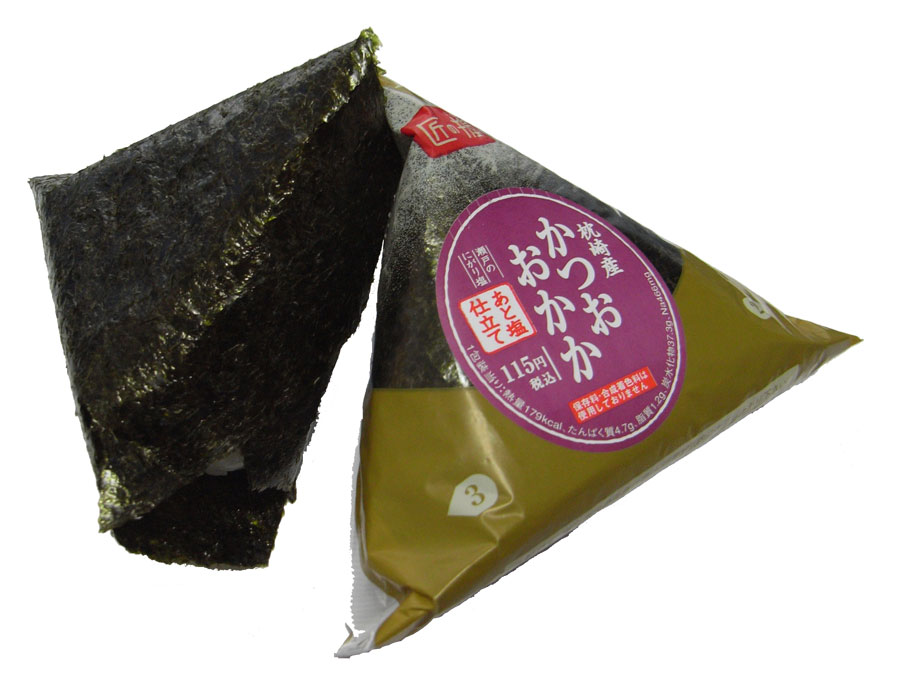
コンビニおにぎりのラッピング

ラッピングフィルム (Wrapping film) とは、何か物をくるむため（包装）に用いる、プラスチックフィルム。ラップフィルム、包装用フィルム、包装フィルムとも呼ぶ。単にラップとも言う。

## 種類と出荷量
包装用フィルム出荷量（日本、トン）

| 材料名称                         | 1955  | 1960  | 1962  | 1964  | 1965  | 1966  | 1967  | 1980  | 1995  |
| -------------------------------- | ----- | ----- | ----- | ----- | ----- | ----- | ----- | ----- | ----- |
| セロハン                         | 10.3  | 32.3  | 49.1  | 59.2  | 65.0  | 75.1  | 84.2  |       | 34.9  |
| ポリエチレンテレフタレート (PET) |       |       | 1.0   | 1.0   | 1.8   |       |       |       | 40.5  |
| 延伸ポリプロピレン (OPP)         |       |       |       |       | 0.8   | 3.0   | 5.5   |       | 195.6 |
| ナイロン (NY)                    |       |       |       |       |       |       | 0.1   | 8.0   | 40.5  |
| ポリエチレン (PE)                |       |       | 75.0  | 136.0 | 150.4 | 203.8 | 275.1 | 355.1 | 495.5 |
| ポリプロピレン (PP)              |       |       | 0.5   | 5.5   | 13.6  | 23.3  | 38.4  |       | 83.5  |
| ポリ塩化ビニリデン (PVDC)        |       |       | 2.9   | 3.7   | 3.7   | 4.5   | 4.9   |       | 46.8  |
| ポリビニルアルコール (PVA)       |       |       | 1.6   | 2.5   |       |       |       |       | 15.5  |
| ポリ塩化ビニル (PVC)             |       |       | 11.5  | 23.5  | 26.4  | 42.2  | 46.5  | 140.0 | 212.0 |
| 合計                             | 115.2 | 344.3 | 749.9 | 882.3 |       |       |       |       |       |

このほか、ポリメチルペンテン (PMP)、ポリカーボネート (PC)、ポリスチレン (PS)、ポリアクリロニトリル (PAN)、エチレンビニルアルコール (EVOH) 共重合体、エチレンメタクリル酸 (EMAA) 共重合体も使われる。

## 用途

### 食品用
食品・食材・料理を直接触れる形で包装したり、電子レンジで調理するときや、冷蔵庫で保存するときに、密閉するために用いるもの。日本ではサランラップと言う商品名で呼ばれる事もある。こと包装という場合には、野菜や魚介類・食肉など生鮮食品が外気や店頭で消費者が直接触れないようにするために用いられており、スチロールトレイなどと共に使い捨ての包装材料として利用されている。
食品に溶出する成分があっては不都合があり、また衛生的でないと使用できないため、一定の安全基準が設けられるなどしている。

### 贈答用
クリスマスプレゼントなどの特別な贈り物や花束のラッピングに用いられる。
顔料を混ぜた素材でカラフルに着色してある場合や、塗料によって色彩されていたり、印刷によって意匠が凝らされる、あるいは金属蒸着を利用したミラーフィルムなど多岐に渡るものが利用されている。透明なプラスチックフィルムも利用される一方で、和紙をプラスチックコーティングないし接着して耐水性を向上させた製品もあり、内容物を飾るために様々な製品が見られ、一般に包装材料としてラッピングフィルムという場合は、これを指す。
ただ包装材料として使い捨てになるため、過剰包装である場合は廃棄が厭わしくなる場合もあることから、効果的に使うために工夫が凝らされることもある。包んでリボンをかけたり、ステープラーやシーラーで折り目や重ねた部分を留めて立体的な構造としたり、またセロハンテープで接着したりして、商品を包む。

### 広告用
列車やバスの車体に広告を描くために用いられる。一時的に塗装面に接着して利用する印刷物で耐光性・耐候性があり、特に窓ガラスなどガラス面に貼られるものでは、マジックミラーのように外からは印刷面がはっきり見えるが、中からは視界をあまり遮らない（スモークフィルムのようにやや暗く見える程度）ものも利用されている。

### 携帯電話機など
携帯電話などの外装をデコレーションするために用いられる。ラメなどの飾りがついているもの、片面が粘着面になっていて貼り付けられるもの、多少の曲面に対応できる伸縮性を持つものなどがある。
携帯電話や携帯ゲーム機など携帯機器に貼られるものは装飾に加え、本体が傷付いたり汚れたりするのを防ぐ意図もあり、また場合によっては密閉構造で防水性のある包装材も見られる。しかしこういった加工はやや操作性を損なう場合があり、また防滴程度の防水性しかない。その多くでは、必要に応じて、または機器の種類に応じて利用される。